# Hiroshi Aoshima
Hiroshi Aoshima (jap. 青島 広志, Aoshima Hiroshi; * 1955) ist ein japanischer Komponist und Dirigent.
Er absolvierte sein Kompositions-Studium an der Tokyo National University of Fine Arts and Music und graduierte 1980 in seinem Fach Komposition. Er schrieb eine Reihe von Opern, Chorwerken, für Blasorchester und diverse Blasinstrumente. Nunmehr ist er Professor am Tokyo National University of Fine Arts and Music und an der Universität Tsuru. Er ist ebenso Dirigent des Kanagawa Philharmonic Orchestra.

## Werke

### Werke für Blasorchester
- 1979 Parade for a Full Band
- 1987 March: Fumon Band Festival 1987

### Bühnenwerke
- 1981 Ōgon no Kuni Oper
- 1983 Tasogare wa Ōma no Jikan Oper
- 1987 Ryū no Ame Oper

### Chorwerke
- 1983 Taisei Meikashū
- 1984 Mothergooth no Uta
- 1985 Jūippiki no Neko
- 1987 Paul Bunyan
- 1988 Makuranososhi - Momojiri für Frauenchor und Instrumente
- 1988 Children's Crusade für gemischten Chor, Percussion und Klavier
- 1997 Hitoribotchi no Yorudakara
- Carnival
- Shoka no Junikagetsu
- The Advent Carol
- Yoru dake Mahōtsukai

### Kammermusik
- 1972? Das Zauberglöckchen (Variationen über das Thema aus "Die Zauberflöte") für vier Flöten
- 1983 Kanashimi für Sopran und Alt-Blockflöten-Ensemble
  1. Yorokobi
  2. Toritachi no Sanka
- 1985 Onna no Heiwa (Aristophanes) für Chor, Blockflöten-Ensemble (Sopran, Alt) und Gitarre
- 1991 Green Sleeves für Blockflöten-Ensemble (SATB)
- 1994 Suite arts décos für Mandolinenorchester
- 1995 Seven Colored Pieces (Preludes on Seven Key-notes) für 2 Gitarre
- 2001 Three Songs für Sopran- und Alt-Blockflöte und Gitarre

### Klavier
- 1985 Laughter at the Mt. Olympus (4 Händen)
- 1991 Old Famous Pictures
- 1997–2000 Mon père l'oie (4 Händen)
- 2003 The Forest of Manyo
- 19?? Sonatine on the Themes of the Beatles